# Buglossoides calabra
Buglossoides calabra är en strävbladig växtart som först beskrevs av Michele Tenore, och fick sitt nu gällande namn av Ivan Murray Johnston. Buglossoides calabra ingår i släktet sminkrötter, och familjen strävbladiga växter. Inga underarter finns listade i Catalogue of Life.